# Arborimus pomo
Arborimus pomo — вид гризунів родини Cricetidae. Вид зустрічається на північному заході Каліфорнії. Переважним середовищем проживання цієї переважно деревної полівки є старі дугласові ліси.
Ця полівка в основному деревна, але демонструє деяку наземну активність. Гніздиться на деревах, 2–50 м над землею; він може використовувати старі гнізда птахів, вивірок або лісових щурів. Розмножується протягом року. Самиці можуть розмножуватися протягом 24 годин після пологів. Іноді він демонструє відстрочену імплантацію. Вагітність триває від 27 до 48 днів, в середньому 31 день. Розмір посліду зазвичай становить два, з діапазоном від одного до п’яти. Вважається, що цей вид має дуже обмежену здатність до розповсюдження. До хижаків належать крапчасті сови (A. longicaudus), і, ймовірно, інші сови, єноти, куниці Гумбольдта. Ця полівка харчується в основному хвоєю дугласії. Також їсть хвою великої або низинної білої ялиці, ситської ялини та болиголова західного. Також може їсти внутрішню кору гілок. Цей вид зазвичай харчується всередині чи на вершині гнізда.